# NGC 1463
NGC 1463 est une vaste galaxie spirale située dans la constellation du Réticule. NGC 1463 a été découverte par l'astronome britannique John Herschel en 1834.

## Caractéristiques
Sa vitesse par rapport au fond diffus cosmologique est de 6 232 ± 9 km/s, ce qui correspond à une distance de Hubble de 91,9 ± 6,4 Mpc (∼300 millions d'al).